# John Fisher
John Fisher, född omkring den 19 oktober 1469 i Beverley, död den 22 juni 1535 i London, var en engelsk romersk-katolsk biskop, kardinal och martyr. Han delar sin minnesdag med Thomas More den 22 juni i den romersk-katolska helgonkalendern och den 6 juli i den anglikanska helgonkalendern. Fisher avrättades på order av Henrik VIII under den engelska reformationen för att han vägrade acceptera Henrik som överhuvud för Engelska kyrkan. Han är den ende engelske kardinalen som dött martyrdöden.

## Biografi
John Fisher föddes i Beverley i Yorkshire år 1469. Han var Robert och Agnes Fishers äldste son. Fisher var en anspråkslös, framgångsrik affärsman från Beverley. John Fisher var ett av fyra barn. Fadern dog när John var åtta år. Hans mor gifte om sig och fick fem barn till med sin andre man, William White. Fisher verkade ha bra kontakt med sin utökade familj hela sitt liv. Fishers tidiga utbildning fick han förmodligen i skolan som hörde till det kyrkliga gymnasiet i hans hemstad. Ett av husen i Beverleys läroverk är uppkallat efter honom.
John Fisher studerade från 1484 vid Cambridges universitet, där han inspirerades av William Melton. Melton var en pastoralt lagd teolog som var öppen för den nya reformationens läror som spred sig under renässansen. 1487 blev Fisher filosofie magister, senare professor i filosofi, år 1491. Han blev också kyrkoherde i Northallerton, Yorkshire. År 1494 lämnade han sin församling för att bli examensövervakare på universitet. Tre år senare blev han också präst och biktfader åt Margaret Beaufort, som var grevinna av Richmond och Derby samt mor till kung Henrik VII. Den 5 juli 1501 erhöll han sitt doktorat i teologi och tio dagar senare blev han vald till vicekansler för Cambridge University. Fisher blev den första innehavaren av den så kallade "Cambridge Chair". I tio år var han även föreståndare för Queens' College. I slutet av juli 1516 var han i Cambridge för öppnandet av St Johns College och invigde kapellet.
Fishers strategi var att med erbjudanden om höga löner attrahera de ledande vetenskapsmännen från Europa till Cambridge, vilket inte bara gynnade studierna av gamla latinska och grekiska författare, utan även av hebreiska. I själ och hjärta var han präst och lade stor vikt vid de prästerliga plikterna. De medel Fisher fick in lades även på böner till de döda, speciellt genom pengar till firandet av själamässor. Fisher hade en djup och bred vision som han lade alla sina besparingar och sin energi på. Som vetenskapsman och präst, hård mot sig själv, ödmjuk och hederlig, lyckades han trots enstaka motstånd att få med sig och sköta ett helt universitet, ett av endast två i England. Han såg framför sig långtida projekt, och följde upp dem när han såg chansen. Hans produktion av religiösa publikationer, tillkomna i mitten av ett hektiskt liv, imponerar än idag. 
Thomas More, Erasmus och andra humanister under renässansen är de som John Fisher oftast blir förknippad med. Fisher levde inte ett enkelt och okomplicerat liv som många andra helgon. Han var istället en mycket akademisk person med hög bildning. Nutida kultur var något som intresserade Fisher väldigt mycket. Han blev biskop redan vid 35 års ålder och eftersom han var en mycket duktig författare och predikant, ägnade han sig åt att förbättra och utveckla konsten att predika i England. Fisher drogs in i den konflikt som kom att orsaka hans död, mot sin vilja, på grund av att protestantismen blev kungens lösning på problemet med successionen. Fisher fick dock en ledande position bland de europeiska teologerna. 
År 1521 blev han tillfrågad att skriva om Henrik VIII:s äktenskap. När Fisher försvarade giltigheten av Henrik VIII:s och Katarinas äktenskap ådrog han sig Henriks ilska. Det blev inte bättre när han inte tyckte att Henrik hade makt att förklara sig vara överhuvud för Englands kyrka. Henriks ilska väcktes naturligtvis av detta, varför försök att oskadliggöra Fisher inleddes. Det första han gjorde var att anklaga honom för att inte ha rapporterat alla uppenbarelser som nunnan av Kent, Elizabeth Barton, fick. Henrik kallade till sig Fisher, som var ganska sjuk, för att svära trohet till den nya lagen om successionsordningen, som slog fast att Henriks barn med Anne Boleyn var rättmätiga arvingar till tronen, därmed förklarande Henriks äktenskap med Katarina av Aragonien ogiltigt. Fisher vägrade och blev genast skickad till Towern. Fisher blev sittande där i 14 månader utan rättegång. Fisher och Thomas More blev till slut dömda till livstids fängelse och förlust av all egendom.

## Livet som biskop
Den 14 oktober 1504 utnämnde påven John Fisher till biskop av Rochester. Rochester var det biskopssäte i England som gav lägst avkastning, och har ofta ansetts som det första steget mot en kyrklig karriär, men Fisher stannade där av fri vilja i de 31 år som återstod av hans liv. Hans motto som biskop var Faciam vos fieri piscatores hominum ("Jag skall göra er till människofiskare"). Han siktade mot att bli en förebild som biskop. Samtidigt hade han precis som de flesta engelska biskoparna statliga plikter som skulle utföras på dagarna. Fisher behöll också sitt intresse för universitetet i Cambridge. Vid denna tid sades det även att han fungerade som handledare till prins Henrik, den blivande Henrik VIII. Som predikant var Fishers rykte så gediget att han år 1509 fick predika vid både Henrik VII:s och dennes mors, Lady Margaret Beauforts, begravningar. De predikningar som Fisher höll vid dessa tillfällen har bevarats. 
Trots Fishers berömmelse och vältalighet tog det inte lång tid innan han kom i konflikt med den nye kungen Henrik VIII, som var hans tidigare elev. Konflikterna uppstod på grund av statsobligationer testamenterade av Lady Margaret, kungens farmor, för finansieringen av universitetet i Cambridge.
Förutom striden för Lady Margarets stiftelse gav Fisher ytterligare bevis på sin sanna entusiasm för lärdom genom att ta med sig Erasmus på ett besök i Cambridge. Erasmus skriver senare (i Epistulae 6:2) att Fishers beskydd var anledningen till att man i Cambridge kunde undervisa fritt i grekiska och de grekiska klassikerna utan att möta det motstånd mot dessa lärdomar som uppstått i det mera reformert präglade Oxford. År 1512 blev Fisher nominerad till att vara en av de engelsmän som skulle representera riket vid det Femte Laterankonciliet, men hans resa till Rom blev uppskjuten och till slut inställd.

## Försvaret av Katarina av Aragonien
När Henrik VIII började förbereda för att förklara äktenskapet med Katarina av Aragonien ogiltigt, blev Fisher drottningens förespråkare och hennes mest trogna rådgivare. Fisher vägrade acceptera skilsmässan eftersom den bröt mot Katolska kyrkans lära, och han var tack vare sin starka övertygelse beredd att ta kamp mot Henrik. Fisher sade att han, precis som Johannes Döparen, kunde dö för sin åsikt. När denna nyhet nådde kungen gick han direkt ut till folket. Upprörd, höll han ett öppet tal till folket där han pekade ut John Fisher som en upprorsman. Fisher visade då hur lite han brydde sig om den kungliga vreden. Kungen förlät honom aldrig för vad han hade gjort.

## Henriks attack mot Kyrkan
I november 1529 började det så kallade Reformation Parliament, som behandlade Henriks styre av kyrkan. Fisher, som var medlem av överhuset i sin egenskap av biskop, varnade parlamentet direkt och sade att sådant agerande mot kyrkan i England endast kunde sluta i förödelse. När han sade det vände sig medlemmarna i underhuset mot honom för att hjälpa talesmannen. Henrik var även med och stöttade medlemmarna "bakom kulisserna". Möjligheten för Fisher att lyckas försvara kyrkan tycktes fortfarande inte vara förlorad. Henrik kallade Fisher till sig och krävde en förklaring till Fishers åsikter. När Fisher förklarade vad han tyckte ansåg Henrik att han var nöjd. Han lät istället underhuset agera mot Fisher och kunde på så sätt framstå som en välvillig, neutral härskare.
Ett år senare, år 1530, tillkom ytterligare lagstiftning som inskränkte kyrkans makt och självständighet. Detta gjorde att Fisher som då var biskop av Rochester, tillsammans med biskoparna av Bath och Ely reste iväg för att överklaga till Heliga Stolen. När kungen fick reda på vad de tänkt göra, förbjöd han det. Lagen ledde till att de tre biskoparna blev arresterade, fast deras fängelsestraff varade inte mer än ett par månader, och Fisher kunde vara med på ett kyrkomöte i februari år 1531.

## Kungens handlingar

John Fisher

I maj 1532 avgick sir Thomas More som Lordkansler, i juni predikade Fisher offentligt emot skilsmässan. I augusti dog ärkebiskopen av Canterbury, William Warham, och Thomas Cranmer blev då av Henrik direkt erbjuden tjänsten som dennes efterträdare. I januari 1533 gifte sig Henrik i hemlighet med Anne Boleyn. En vecka senare blev Fisher arresterad. Det verkar tämligen uppenbart att meningen med denna arrestering var att hindra motståndet mot skilsmässan eller kröningen av Anne Boleyn som ägde rum den 1 juni. Under hösten 1533 gjordes diverse arresteringar i samband med uppenbarelserna av den heliga jungfrun av Kent, Elizabeth Barton, men då Fisher blev väldigt sjuk i december, sköts rättegången mot honom upp ett tag. 
Parlamentet godkände år 1533 den nya successionsordningen och lagstiftade också om att alla som uppmanades att göra detta var tvungna att svära en ed om successionen, vid risk att vara skyldiga till förräderi. Fisher vägrade att svära eden och sändes till Towern den 26 april 1534. Många ansträngningar gjordes för att förmå honom att underkasta sig och skriva på, men han vägrade. I november anklagades han därför åter för högförräderi. Den 1 mars fråntogs han alla sina egendomar och i juni fråntogs han även sitt biskopsämbete. I över ett år hölls han i Towern, och trots att han tilläts ta emot mat, vin och kläder som hans vänner skickade till honom tilläts han inte ta emot en präst eller biktfar, ens när han stod inför döden. Ett långt brev som Fisher skrev till Thomas Cromwell har bevarats, och där talar han om hur svår han upplever denna avsaknad av andligt stöd. Liksom Thomas More ansåg Fisher att lagen enbart fördömde dem som uttalade sig emot att Annes och Henriks äktenskap skulle vara giltigt, inte dem som valde att hålla sin tystnad. Den 7 maj hamnade han dock i en fälla som hade förberetts åt honom av Richard Rich, som senare kom att begå mened för att lyckas få Thomas More dömd. Rich sade till Fisher att kungen, mot löfte om att svaret skulle stanna dem emellan, ville veta vad Fisher egentligen ansåg. Hans motiv var enbart att stilla sitt eget samvete. Fisher veknade av vad han såg som ett försök från kungen att verkligen göra det som var rätt, och svarade att han var övertygad om att kungen inte var, och aldrig kunde bli, kyrkans överhuvud enligt Guds lag, och att äktenskapet med Katarina av Aragonien var lagligt och obrytbart. Genom detta uttalande, som Rich sedan vittnade om, hade Fisher brutit mot lagen.

## Rättegång och avrättning
Avrättningen av John Fisher ägde rum år 1535. Den som förde talan mot honom var Thomas Cromwell, Anne Boleyns far Thomas Boleyn, och tio justitieråd. Anklagelsen var högförräderi mot kungen Henrik VIII. John Fisher dömdes till halshuggning. I ett försök att rädda John Fisher utsåg den nye påven Paulus III Fisher till kardinal med San Vitale som titelkyrka. Henrik fick reda på detta och förbjöd påvens sändebud att komma innanför Englands gränser för att överlämna kardinalshatten. Fisher behandlades i rätten som en ofrälse för sitt svek emot kronan. Efter halshuggningen sattes Fishers huvud upp på en påle vid Tower Bridge för att påminna folk att inte gå emot kungen. 
Fisher helgonförklarades 1935 av påve Pius XI.

## Populärkultur
I dramaserien The Tudors spelas John Fisher av den irländske skådespelaren Bosco Hogan.